# Johann Gustav Droysen
Johann Gustav Droysen (Trzebiatów, 1808. július 6. – Berlin, 1884. június 19.) német történész, a hellenizmus szó megalkotója. Nagy Sándorról készített monográfiát.

## Életrajza
Miután a berlini egyetemen nyelvészetet, régészetet és történetet tanult, 1829-ben gimnáziumi tanár lett Berlinben, 1833-ban egyetemi magántanár, 1835-ben pedig rendkívül tanár. 1840-ben kinevezték a történelem rendes tanárának Kielbe, ahol Schleswig-Holstein érdekében szóval és tettel működött Dánia ellen. (Staats- und Erbrecht des Herzogtums Schleswig. Kiel, 1846. és: Aktenmässige Politik d. dänischen Politik. 2-ik kiadás, Hamburg, 1850). Az ideiglenes schleswig-holsteini kormány ezután a frankfurti Bundestagba küldötte, később pedig Schleswigben követnek választották a frankfurti parlamentbe, ahol Gagern zászlaja alatt az alkotmány kidolgozásában tevékeny részt vett. 1849 májusában azonban ott hagyta a gyűlést, 1851-ben még Jenában fogadott el tanári állást az egyetemen, ahol egyúttal a történelmi szeminárium megalapítása által a történelmi tanulmányoknak új lendületet adott. 1859-ben, legnagyobb, Poroszországról szóló műve első köteteinek megjelenése után Berlinbe hívták a történelem tanárának, ahol haláláig mind a tanszéken, mind a szemináriumban áldádosan működött.

## Munkássága
Először Aiszkhülosz fordításával tette nevét ismeretessé (Berlin, 1832. 2. köt. 4. kiad. 1884); ezt Arisztophanész fordítása követte. (1836-38. 3. köt. 3. kiad. 1881. 2. köt.), 1833-ban jelent meg első történeti, lelkesedéssel írt műve: Gesch. Alexander des Grossen. (4. kiad. 1882), melyből a tudományos apparatus elhagyásával készült kiadás is megjelent.) Ennek folytatása a Geschichte des Hellenismus című úttörő munka (Hamburg, 1836-43. 2 kötet, 2. kiad. Gotha, 1877). Az egyetemen a szabadságharcokról tartott kollegiumával aratta nagy sikereiet; ezeket 1846-ban adta ki először: Vorlesungen über die Geschichte der Freiheitskirege. (Kiel, 2 kötet). Követte ezt a: Leben des Feldmarschalls Grafen York von Wartenburg (I. kiad. 1851. VIII. kiad. 1877). Főmunkája azonban a: Geschichte der preussischen Politik c. 5 kötetnyi (14. részben), egyébiránt befejezetlen műve, mely Nagy Frigyes idejéig (1756) ér. Nagyrészt oklevéltári alapon nyugvó munka, melyben Droysen, áthatva a porosz királyság iránti lelkesedéstől, a Hohenzollern család gondviselésszerű misszióját hirdeti minden lapon. Nagyszámú kisebb dolgozatai összegyűjtve jelentek meg: Abhandlungen zur neueren Geschichte (Lipcse, 1876). Említendő még a Grundzüge der Historik (uo. 1868, 3. kiad. 1883), apró füzet, mellyel Droysen csak rövid vezérfonalat nyújtott hallgatóinak, felolvasásainak könnyebb megértésére (túlságosan tömött és szófukar irálya dacára franciára is lefordították). 1893-ban jelent meg: Kleine Schriften zur alten Geschichte (I. kötet).